# Oca menuda
Les oques menudes (Nettapus) són un gènere d'ocells de la família dels anàtids, que s'ha inclòs a la subfamília dels anatins (Anatinae), si bé estudis genètics recents han creat amb ells una tribu pròpia (Nettapodini) dins la subfamília dels anserins (Anserinae). Habiten a les zones tropicals del Vell Món, fins a Austràlia.

## Llista d'espècies
S'ha classificat aquest gènere en 3 espècies:
- Nettapus pulchellus - Oca menuda verda.
- Nettapus coromandelianus - Oca menuda asiàtica.
- Nettapus auritus – Oca menuda africana.